# ابوالفضل پورعرب
ابوالفضل پورعرب (زادهٔ ۱ تیر ۱۳۴۰) بازیگر و کارگردان اهل ایران است. او برای بازی در مردی شبیه باران (۱۳۷۵) برنده سیمرغ بلورین بهترین بازیگر نقش اول مرد جشنواره فیلم فجر شد و برای فیلم‌های عروس (۱۳۶۹) و نرگس (۱۳۷۰) نیز نامزد دریافت این جایزه شده است. پورعرب برای نقش آفرینی در فیلم عروس برندهٔ جایزهٔ بهترین بازیگر مرد از جشنواره بین‌المللی فیلم پیونگ‌یانگ شد. از او به عنوان بزرگترین سوپراستار و جوان اول دهه هفتاد سینمای ایران یاد میشود. او در سال ۱۴۰۴ به‌عنوان چهره ماندگار ایرانی در رشته بازیگری شناخته شد و نشان درجه یک هنری را دریافت کرد.

## زندگی
ابوالفضل پورعرب در ۱ تیر ۱۳۴۰ در شهر ری به‌دنیا آمد. پدرش کارمند آموزش و پرورش و مادرش خانه‌دار بود. وی سومین فرزند خانواده بود. او با فیلم سلطان قلب‌ها به سینما علاقه‌مند گشت اما با مخالفت پدرش مواجه شد. در دبیرستان تئاتر کار می‌کرد و به واسطهٔ همین با محمود استادمحمد آشنا شد و از طریق او به گروه کارگردانی یک نمایش معرفی شد و سال ۵۹ اولین کار حرفه‌ای خود را به نام «مأموریت حساس» در سالن چهارسوی تئاترشهر بازی کرد. در سال ۶۰ کارمند تلویزیون شد و تا سال ۶۴ در صداوسیما دستیار کارگردان بود. وی همچنین در نمایش «حاکم» یک شبه ایفای نقش کرد. 
وی همچنین فارغ‌التحصیل بازیگری و کارگردانی تئاتر از دانشسرای هنر است. او تاکنون سه بار ازدواج کرده و دارای سه فرزند می‌باشد (رعنا، پوریا و رائیکا). او از آخرین همسرش آناهیتا نعمتی (بازیگر) جدا شده و از او دارای یک فرزند دختر (رائیکا پورعرب) است. همچنین وی به تازگی صاحب نخستین نوه خود دماوند فراهانی‌پور پسر رعنا شده است. پورعرب با عروس روی پرده درخشید و فیلم‌های خوب بعدی‌اش یکی بعد از دیگری روی پرده می‌رفت. نخستین کار حرفه‌ای پورعرب در سینما دستیاری کارگردان فیلم دزد و نویسنده در سال ۱۳۶۴ است. اما در سال ۱۳۶۹ با بازی در فیلم «عروس» به شکل حرفه‌ای وارد سینما شد و به عنوان چهره اول فیلم‌های دهه ۷۰ نقش‌های زیادی بازی کرد.
ابوالفضل پورعرب به دلیل تومور خوش‌خیم ۳۰ دی ماه ۱۳۸۹ در بیمارستان بهمن تهران بستری شد و تحت درمان قرار گرفت. او پس مدت‌ها خانه‌نشینی در مراسم تجمع هنرمندان برای محکومیت اهانت به پیامبر اسلام در برابر دوربین رسانه‌ها قرار گرفت.
در روز دوشنبه ۱۶ اردیبهشت ۱۳۹۲ محمود احمدی‌نژاد رئیس‌جمهور وقت ایران از ابوالفضل پورعرب در منزل پدری وی واقع در شهرک دولت‌آباد جنوب شرق تهران به صورت سرزده عیادت کرد.
او در یکی از برنامه‌های دورهمی اعلام کرد که تومور وی پس از ۳ تا عمل جراحی بهبود یافته است. عباس پورعرب، برادر وی، در ۱۶ آذر ۱۳۹۶ بر اثر تصادف درگذشت.
آذر ۱۴۰۱ خبرگزاری ایسنا در گزارشی عنوان کرد پورعرب به دلیل حادثه‌ای که سر صحنه فیلم‌برداری رخ داد، در بیمارستان بستری شده بود. او از مدتی قبل مشغول ساخت یک فیلم مستند داستانی به نام «سگ» بود که در حادثه‌ای حین کار، پای او زخمی و بعد دچار عفونت شدیدی شد. این اتفاق سبب بستری شدن تقریباً یک ماههٔ پورعرب در بیمارستان شد که با بهبود حالش مرخص شده و در تدارک از سرگیری فیلمبرداری است. طبق گفته علیرضا تقی‌پور، تهیه‌کننده فیلم، ۳۰ درصد مستند داستانی سگ فیلمبرداری شده و در روزهای گذشته پورعرب برای بررسی لوکیشن به استان کردستان رفته بود تا در چند روز آینده فیلمبرداری را ادامه دهند.
پورعرب در خرداد ۱۳۹۸ در مصاحبه‌ای با آپارات در انتقاد از وضعیت اقتصادی کشور گفت: «حال مردم خوب نیست؛ وقتی آدم به‌جای مرغ، پای‌مرغ برای بچه‌اش می‌خرد، به مدیر مملکت باید گفت برو بمیر.» او گفت: در دادگاه امیرعباس هویدا گفت: «سیزده سال قیمت خودکار را ثابت نگه داشته خلخالی او را کشت، نپرسیدند تو چطور این هنر را انجام دادی. صاحب مملکت باید بفهمد روابط و حقوق بشر چیزهایی هستند که نمی‌شود پنهان کرد. چهل ساله داریم تاوان می‌دهیم چون گفتیم مرگ بر شاه بترسید از روزی که ما که روزگاری مرگ بر شاه گفتیم حالا به خیابان بیاییم». این سخنان ابوالفضل پورعرب با واکنش و حملهٔ تند رسانه‌های ایران از جمله کیهان روبه‌رو شد.

## جوایز
| فیلم            | جشنواره                           | نتیجه    | عنوان                                  |
| --------------- | --------------------------------- | -------- | -------------------------------------- |
| عروس            | نهمین دوره جشنواره فیلم فجر       | نامزدشده | سیمرغ بلورین بهترین بازیگر نقش اول مرد |
| عروس            | جشنواره بین‌المللی فیلم پیونگ یانگ | برنده    | بهترین بازیگر نقش اول مرد              |
| نرگس            | دهمین دوره جشنواره فیلم فجر       | نامزدشده | سیمرغ بلورین بهترین بازیگر نقش اول مرد |
| مردی شبیه باران | پانزدهمین دوره جشنواره فیلم فجر   | برنده    | سیمرغ بلورین بهترین بازیگر نقش اول مرد |
| غریبانه         | دوره دوم جشن خانه سینما           | نامزدشده | تندیس بهترین بازیگر نقش اول مرد        |
| دست‌های آلوده    | دوره چهارم جشن خانه سینما         | نامزدشده | تندیس بهترین بازیگر نقش اول مرد        |

## جایزهٔ جشنواره بین‌المللی فیلم پیونگ‌یانگ
پورعرب برای بازی در عروس (۱۳۶۹) در جشنواره بین‌المللی فیلم پیونگ‌یانگ برندهٔ یک جایزه شد اما این جایزه به دست او نرسید.